# Ataenius fattigi
Ataenius fattigi är en skalbaggsart som beskrevs av Cartwright 1948. Ataenius fattigi ingår i släktet Ataenius och familjen Aphodiidae. Inga underarter finns listade.